# Ернест Маду
Ернест Маду (Ernest Madu) — лікар-кардіолог нігерійського походження. Народився 18 лютого 1960 р. Кардіолог, який працює у напрямку забезпечення доступних державних медичних послуг у країнах з низькими ресурсами. Є засновником, керівником і виконавчим директором Інституту серця Карибського басейну. Його дослідження зосереджуються на управлінні і наслідках глобалізації для вразливих груп населення. Річард Чазал, президент Американського коледжу кардіологів, зазначив, що Маду зробив «великий внесок у міжнародне серцево-судинне співтовариство». Поки TED зазначає, що «дослідження Маду щодо неінвазивної оцінки ішемічної хвороби артерій із ожирінням стало стандартним інструментом оцінки» у світі медицини.

### Нагороди та відзнаки
- Навчався у Дюссельдорфі, на MEDICA 2017.[5]
- Почесна премія (Міжнародна служба) від Американського коледжу кардіологів (ACC) . Нагорода була вручена на 66-й щорічній науковій сесії коледжу у Вашингтоні, округ Колумбія, березень 2017 р.[6][7]
- Премія «Глобальний чемпіон охорони здоров'я», 2016 р., Університет Пенсільванії, Медичний факультет Перелмана, США.[8][9]
- Названий серед " 30 найбільш впливових осіб у галузі охорони здоров'я " за версією Masters Public Health, 2014 р.[10]
- Премія Nation Builder від Національного комерційного банку (НКБ) . Нагороду було вручено в рамках щорічної програми національних премій для малих та середніх підприємств НЦБ, жовтень 2014 р.[11]
- Нагорода за інновації від Національного комерційного банку (НКБ). Нагороду було вручено в рамках щорічної програми національних премій для малих та середніх підприємств НЦБ, жовтень 2014 р.[11]
- Нагорода за корпоративну соціальну відповідальність для невеликої організації від AMCHAM Ямайка. Нагороду було вручено на премії AMCHAM за ділове та громадянське лідерство за досконалість 2016 р., Жовтень 2015 р.[11][12]
- Нагорода за корпоративну соціальну відповідальність для невеликої організації від AMCHAM Ямайка. Нагороду було вручено на сесії AMCHAM Business and Civic Leadership Awards for Excellence 2016, жовтень 2016 р.[11][12]
- [13]
- Індивідуальна премія за громадянське лідерство від AMCHAM Ямайка. Нагорода була вручена на премії AMCHAM за ділове та громадянське лідерство за досконалість 2016 р., Жовтень 2016 р.